# Diekhof
Diekhof – dzielnica miasta Laage w Niemczech, w kraju związkowym Meklemburgia-Pomorze Przednie, w powiecie Rostock, w Związku Gmin Laage. Do 25 maja 2019 samodzielna gmina.